# Serrita
Serrita is een gemeente in de Braziliaanse deelstaat Pernambuco. De gemeente telt 18.958 inwoners (schatting 2009).
De gemeente grenst aan Salgueiro, Cedro, Moreilândia, Granito, Parnamirim en Terra Nova.